# Peter Eisenberg (Linguist)

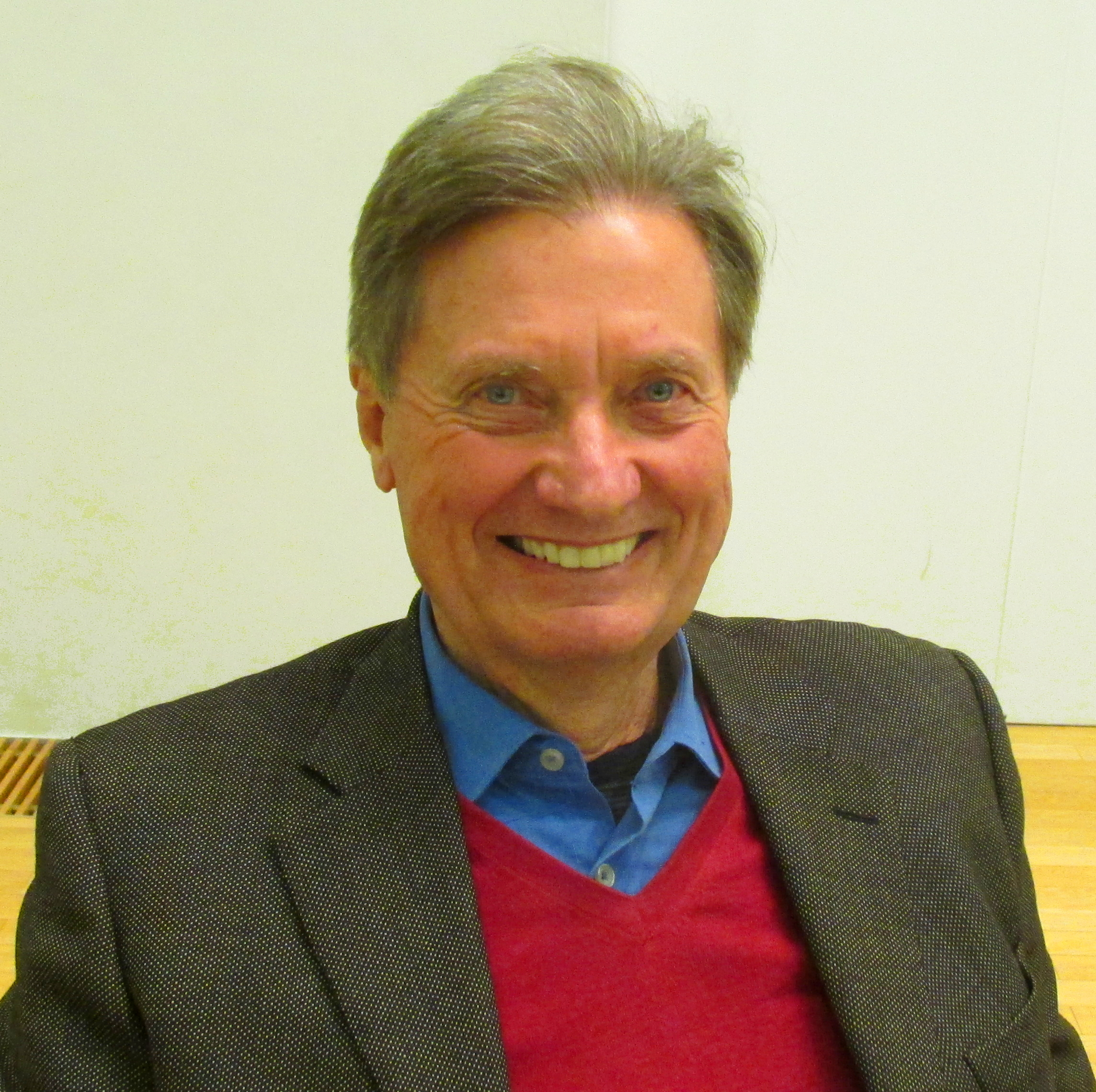
Peter Eisenberg (2019)

Peter Eisenberg (* 18. Mai 1940 in Strausberg) ist ein deutscher Sprachwissenschaftler. Er war bis 2005 Professor für Deutsche Sprache der Gegenwart an der Universität Potsdam. Sein Spezialgebiet ist die deutsche Grammatik.

## Leben
Peter Eisenberg entstammt einer Familie, die seit Generationen von Juristen und evangelischen Pfarrern geprägt ist.:18:51min f. Den weitaus größten Teil der Kindheit verbrachte er im Kinderheim der Kommunität Imshausen (Hessen). Nach Abitur am altsprachlichen Kasseler Friedrichsgymnasium und Wehrdienst studierte er an der TU Berlin und parallel der Hochschule für Musik Berlin. Er war Stipendiat des Evangelischen Studienwerks Villigst. Beruflich war er 1968 als Tonmeister tätig. 1969 schloss er das Studium  als Dipl.-Ing. für Nachrichtentechnik/Informatik ab und arbeitete als Tonmeister beim Hessischen Rundfunk und an der Freien Volksbühne Berlin.
Parallel studierte er Sprachwissenschaft bei Helmut Schnelle, der ihn mit einem VW-Stipendium als visiting scholar für das akademische Jahr 1970/71 ans Massachusetts Institute of Technology (MIT) schickte. Dort studierte er Linguistik bei Noam Chomsky:32min und Morris Halle, Künstliche Intelligenz bei Marvin Minsky und Joseph Weizenbaum.:33min
Nach der Rückkehr war er Wissenschaftlicher Assistent bei Hans-Heinrich Lieb am Germanischen Seminar der FU Berlin, promovierte 1975 zum Dr. phil., wurde Akademischer Rat an der Uni Hannover und habilitierte sich für das Lehrgebiet Linguistik. 1980 wurde er auf die Professur für Syntax und Semantik am Institut für Allgemeine und Deutsche Sprachwissenschaft der FU Berlin berufen. 1990 wechselte er an die Uni Hannover, 1992 wurde er auf die Professur für Deutsche Sprache der Gegenwart an der Universität Potsdam berufen. 2005 wurde er emeritiert.
Eisenberg war viele Jahre lang gewählter Fachgutachter und Sprecher des Fachkollegiums Sprachwissenschaft der Deutschen Forschungsgemeinschaft. Er ist Mitbegründer und war 1990–1992 Vorsitzender der Deutschen Gesellschaft für Sprachwissenschaft. 1998 wurde er als Mitglied der Deutschen Akademie für Sprache und Dichtung hinzugewählt.
Eisenberg war Gastprofessor unter anderem
- 1988/89, 1991, 1993 in Peking (Universität Peking, Beida)
- 1990, 1991 in Kairo (Al Azhar Universität, Kairo Universität)
- 1996 in Tiflis (Staatliche Iwane-Dschawachischwili-Universität)
- 1998 in Paris (Collège de France)
- 2000 in Shanghai (East China National University ECNU) und Teheran (Shahid Beheshti University)
- 2004 in Tambov (Staatliche Universität Tambow, Russland)

und nach der Emeritierung im Jahr 2005
- 2006 in Bangkok (Chulalongkorn University)
- 2006, 2007 in Zürich (Universität Zürich)
- 2008 in Szeged (Ungarn, Universität der Wissenschaften)
- 2010 in Bandung (Indonesien, Padjadjaran-Universität)

Er ist verheiratet mit der Germanistin Gabriele Eisenberg und Vater von zwei Töchtern.

## Wirken
Als Sprachwissenschaftler arbeitete Eisenberg zunächst über Computerlinguistik, Künstliche Intelligenz und Grammatiktheorie, beschäftigte sich dann aber verstärkt mit der Grammatik der deutschen Sprache mit den Schwerpunkten Syntax und Semantik.
Eisenbergs 1986 veröffentlichter Grundriß der deutschen Grammatik entwickelte sich schnell zu einem universitären Standardwerk. Noch größere Breitenwirkung erreichte die unter seiner Federführung 1998 entstandene 6. Auflage der Duden-Grammatik. Bereits 1995 hatte er an der noch von Günther Drosdowski (1926–2000) herausgegebenen 5. Auflage mitgearbeitet.
Eisenberg war zwischen 1984 und 1999 Mitglied der „Studiengruppe Geschriebene Sprache“ der Werner-Reimers-Stiftung in Bad Homburg vor der Höhe, die der Rechtschreibreform von 1996 kritisch gegenüberstand; bei der Anhörung der Kultusministerkonferenz (KMK) zur Rechtschreibreform am 4. Mai 1993 in Bonn vertrat er die „Deutsche Gesellschaft für Sprachwissenschaft“. Er warf den Reformern unter anderem vor, kein hinreichend großes Wörterverzeichnis erstellt zu haben. Im März 1995 kritisierte er erneut die Rechtschreibreform, insbesondere die ss-Regelung als die „schlechteste überhaupt denkbare Lösung“. Für diese Kritik des Reformvorschlages wurde Eisenberg 1996 von der Henning-Kaufmann-Stiftung zur Pflege der Reinheit der deutschen Sprache mit dem Deutschen Sprachpreis ausgezeichnet.
Im Frühjahr 1997 wurde Eisenberg in die Zwischenstaatliche Kommission für deutsche Rechtschreibung gewählt, die sich mit der Umsetzung der Rechtschreibreform befasste, trat aber am 19. März 1998 unter Protest aus, als die Kultusminister die Änderungsvorschläge der Kommission ablehnten. Eisenberg gehörte auch zu den 594 Unterzeichnern der „Gemeinsamen Erklärung von Sprach- und Literaturwissenschaftlern zur Rechtschreibreform“ vom 9. Mai 1998, die gegen die Rechtschreibreform protestierten.
2003 war Eisenberg der Bearbeiter eines Kompromissvorschlages und eines Wörterverzeichnisses der Deutschen Akademie für Sprache und Dichtung Zur Reform der deutschen Rechtschreibung. Als Vertreter der Akademie war Eisenberg von 2005 bis 2013 Mitglied im Rat für deutsche Rechtschreibung. Mit seinem Rücktritt dort nach einem Eklat verließ der dritte renommierte Fachmann den Rat.
Am 2. Mai 2007 verlieh ihm die Universität Bamberg die Ehrendoktorwürde für sein wissenschaftliches Werk und seine Verdienste um die deutsche Sprache. 2008 erhielt er für seine Verdienste um die deutsche Grammatik den Konrad-Duden-Preis. Am 18. September 2009 wurde ihm die Ehrendoktorwürde der Universität Roskilde (Dänemark) verliehen. 2015 erhielt Peter Eisenberg von der Deutschen Akademie für Sprache und Dichtung für seine Fähigkeit, „souverän die Anforderungen wissenschaftlicher Genauigkeit mit allgemeiner Verständlichkeit“ zu verbinden, den Sigmund-Freud-Preis für wissenschaftliche Prosa.
2019 wurde Eisenberg für seine „herausragenden Leistungen zur Erforschung der deutschen Grammatik“ der Jacob-Grimm-Preis Deutsche Sprache zuerkannt.
Seit 2017 übte Eisenberg mehrfach Kritik an der geschlechtergerechten Sprache, die er als „gegenderte Sprache“ bezeichnet.

## Publikationen (Auswahl)
- mit Hartmut Haberland: Das gegenwärtige Interesse an der Linguistik. In: Das Argument 72, 1972, S. 326–349.
- Oberflächenstruktur und logische Struktur. Untersuchungen zur Syntax und Semantik des deutschen Prädikatadjektivs. Niemeyer, Tübingen 1976. ISBN 3-484-10251-9 (Dissertation).
- (Hrsg.) Maschinelle Sprachanalyse. de Gruyter, Berlin/New York 1976, ISBN 3-11-005722-0.
- (Hrsg.) Semantik und künstliche Intelligenz. de Gruyter, Berlin/New York 1977, ISBN 3-11-005721-2.
- Grundriß der deutschen Grammatik. Metzler, Stuttgart 1986 (3. überarbeitete Auflage 1994), ISBN 3-476-00582-8. Neuausgabe in zwei Bänden 1998/1999 (4. aktualisierte und überarbeitete Auflage 2013), ISBN 978-3-476-02425-1 und ISBN 978-3-476-02424-4.
- (Hrsg. mit Hartmut Günther) Schriftsystem und Orthographie. Niemeyer, Tübingen 1989, ISBN 3-484-31097-9.
- (Hrsg.) Silbenphonologie des Deutschen. Narr, Tübingen 1992, ISBN 3-8233-4743-8.
- Der Duden. Band 4: Grammatik der deutschen Gegenwartssprache. 6. Auflage (Neubearbeitung). Dudenverlag, Mannheim/Leipzig/Wien/Zürich 1998, ISBN 3-411-04046-7. In der völlig neu erarbeiteten 7. Auflage, ebd. 2006, übernimmt er das Kapitel Phonem und Graphem, S. 1–94.
- (Hrsg.) Niemand hat das letzte Wort. Sprache, Schrift, Orthographie. Wallstein, Göttingen 2006, 121 S., ISBN 978-3-8353-0059-0 (Valerio, Heftreihe der Deutschen Akademie für Sprache und Dichtung, Band 3, 2006).
- (Mitwirkung) Der Duden. Band 9: Richtiges und gutes Deutsch. Wörterbuch der sprachlichen Zweifelsfälle. 6. Auflage (Neubearbeitung). Dudenverlag, Mannheim/Leipzig/Wien/Zürich 2007, ISBN 978-3-411-04096-4. Mitherausgeber der 7. Auflage (Neubearbeitung). Dudenverlag, Mannheim/Leipzig/Wien/Zürich 2011.
- Wahrig: Grundregeln der deutschen Rechtschreibung. Die deutsche Orthografie auf einen Blick. Wissen-Media-Verlag, Gütersloh/München 2007, ISBN 978-3-577-07568-8. Zweite Auflage unter dem Titel Wahrig: Rechtschreibung auf einen Blick. Grundregeln der deutschen Orthografie. Ebd. 2013 (Versuch, die amtlichen Regeln mit plausiblen Begründungen zu versehen).
- Das Fremdwort im Deutschen. de Gruyter, Berlin 2011, 3. Auflage 2018. ISBN 978-3-11-023564-7; E-Book, ISBN 978-3-11-023565-4.
- Deutsche Orthografie. Regelwerk und Kommentar. Verfasst im Auftrag der Deutschen Akademie für Sprache und Dichtung. de Gruyter, Berlin 2017, ISBN 978-3-11-052285-3.

Mitherausgeber der Zeitschriften:
- Germanistische Linguistik (Hildesheim) und
- Praxis Deutsch (Velber)

Mitherausgeber der Buchreihen:
- Studien zur deutschen Grammatik (Tübingen)
- Konzepte der Sprach- und Literaturwissenschaft (Tübingen)
- Monographien Germanistische Linguistik (Hildesheim)